# جو ديجو جو
جو ديجو جو (بالإنجليزية: !Go, Diego, Go)‏ هو مسلسل رسوم متحركة من قناة نكلوديون الأمريكية تم إنشاؤه على نفس نسق مغامرات دورا في 6 أيلول 2005

## قصة المسلسل
يتولى «ديجو» مهمة إنقاذ الحيوانات مما تتعرض له من مشكلات يومية، ويعتمد في ذلك على مهاراته العالية، وأدواته اعلمية المختلفة.
في كل حلقة من حلقات المسلسل يقدم «ديجو» لمشاهديه من الصغار الكثير من المعلومات عن الحيوانات وعاداتها وصفاتها، كما يدعوهم إلى كل ما هو إيجابي من تصرفات؛ كالحفاظ على البيئة، والحرص على مساعدة الآخرين.

## شخصيات المسلسل
ديجو : بطل أحداث المسلسل، ويبلغ من العمر 8 أعوام ومحب للمغامرات، كما هو الحال بالنسبة للمستكشفة «دورا» وهو يهدف دائمًا إلى حماية الحيوانات وإنقاذها مما تتعرض له من مشكلات ويتمتع بالذكاء والنشاط، ومستعد دائمًا لكل المواقف ويحب تعلُّم كل ما هو جديد وهو يعتمد على الحلول العلمية في مواجهة ما يتعرض له من مشكلات.
إليسا :- أخت «ديجو» الكُبرى البالغة من العمر 11 عاما وهي تعتني بأخيها الأصغر «ديجو» وتحبه حبًّا شديدًا ومُعجبة بـ «ديجو» وقدرته على الارتباط والتعامل مع الحيوانات وتراقب «ديجو» دائمًا بكاميرا الفيديو الخاصة بها من موقعها في مركز الإنقاذ، وتحذره من أية أخطار تعترضه.
كليك : هي كاميرا تصوير يتم من خلالها التعرف على الحيوان المراد إنقاذه ويعتبر الجهاز الأكثر أهمية بين أجهزة مركز الإنقاذ، وهي تدرك ذلك جيدًا ولها تأثير كبير في مسار الأحداث، حيث يتم استخدامها في إنقاذ الحيوانات التي تتعرض للخطر.
بيبى جاجوار : - أقرب الحيوانات إلى قلب «ديجو» ولديه طموح وشغف كبيرين، ولكن إمكانياته الطبيعية لا تتناسب مع ذلك، وهو ما يوقعه في مواقف معقدة وصعبة ولا يُقدّر طبيعة المغامرات التي يخوضها لصِغَر سنه.
ريسكوباج : هي حقيبة يعتمد عليها «ديجو» كثيرًا في مغامراته ومهامه وتتحول على الفور إلى الشيء الذي يريد «ديجو» أن تتحول إليه، بمجرد أن يطلب منها ذلك ومستعدة دائمًا لخدمة «ديجو»، وإخراجه من أي موقف صعب.
ذا بوبو براذرز : هما قردان مزعجان يظهران اللطف والبراءة، ويخفيان نواياهما الشريرة وراء ذلك ويحبان خوض المشاكل، ويتسببان في إثارة الارتباك والفوضى في جميع أنحاء الغابة.

## روابط خارجية
- جو ديجو جو على موقع IMDb (الإنجليزية)
- جو ديجو جو على موقع ميتاكريتيك (الإنجليزية)
- جو ديجو جو على موقع روتن توميتوز (الإنجليزية)
- جو ديجو جو على موقع أول موفي (الإنجليزية)
- جو ديجو جو على موقع ليتربوكسد (الإنجليزية)
- جو ديجو جو على موقع كينوبويسك (الروسية)
- جو ديجو جو على موقع ألو سيني (الفرنسية)
- جو ديجو جو على موقع قاعدة بيانات الفيلم (الإنجليزية)